# Mariä-Gewandniederlegungs-Kirche
Eine Mariä-Gewandniederlegungs-Kirche bzw. -kapelle ist ein Kirchengebäude, das dem Patrozinium des Festes der Niederlegung der Muttergottesgewänder geweiht ist. 

## Liste von Mariä-Gewandniederlegungs-Kirchen

### Belarus
- Mariä-Gewandniederlegungs-Kirche (Hruzdava), Hruzdava

### Russland
- Mariä-Gewandniederlegungs-Kirche (Moskau), Moskau
- Kirche zur Gewandniederlegung der Gottesmutter im Mariä-Gewandniederlegungs-Kloster, Susdal

### Slowakei
- Mariä-Gewandniederlegungs-Kirche (Stropkov), Stropkov